# يوسوك تاكوشي
يوسوك تاكوشي (باليابانية: 竹内洋輔؛ بالكانا: たけうち ようすけ) هو متزلج فني ياباني، ولد في 15 أغسطس 1979 في طوكيو في اليابان.

## وصلات خارجية
- يوسوك تاكوشي على موقع الاتحاد الدولي للتزلج (الإنجليزية)
- يوسوك تاكوشي على موقع أوليمبيديا (الإنجليزية)